# تشارغانة (بوزي)
تشارغانة (بالفارسية: غرگانه) هي منطقة سكنية تقع في إيران في قسم بوزي الريفي. يقدر عدد سكانها بـ 135 نسمة بحسب إحصاء 2016.